# Chromobotia macracanthus
Chromobotia macracanthus (botia), vrsta slatkovodne ribe porodice Cobitidae, red Cypriniformes. Riječ "macracanthus" potječe iz grčke riječi "macros" = "velik", i latinske riječi "acantus" "bodljikav, trnovit". Na engleskom govornom području poznata je kao Clown loach.
U prirodi živi u vodama Indonezije, otoka Borneo i Sumatre. Popularna je vrsta akvarijskih riba, kako zbog svog zanimljivog izgleda i zapanjujuće inteligencije, tako i zbog korisnih prehrambenih navika.

## Opis i stanište
Tijelo ribe vodoravno je izduženo, glava velika, a usta obrubljena brčićima. Boja tijela varira od svijetle pa do crvenkaste nijanse narančaste. Narančasto tijelo okomito sijeku tri debele, crne pruge. Prva pruga pruža se od vrha glave, prelazi preko oka i spaja s istom prugom s druge strane. Druga, deblja pruga omotava se oko tijela ribe, u predjelu prsa, između glave i leđne peraje. Posljednja pruga obuhvaća leđnu peraju i ostatak tijela, sve do repne peraje. Razlikovanje spolova je vrlo teško, jedina sigurna odlika ženki je širi trbuh. Zanimljivo je da ove ribe posjeduju oštru bodlju skrivenu u predjelu ispod očiju. Upravo zbog te bodlje ne preporučuje se prijevoz ribe u običnim plastičnim vrećicama, nego u čvrstoj posudi.
Ova riba može narasti do 30 cm, a životni vijek joj je do 20 godina. Chromobotia je riba dna, a po pitanju ishrane nije izbirljiva. Omnivor je i prirodi se hrani puževima, malim beskralježnjacima, ličinkama kukaca, crvima, slatkovodnim račićima i biljnom hranom.  Karakteristično joj je što spava na boku.

## Uzgoj u akvariju
Traži besprijekornu čistu i kisikom bogatu vodu, a kako im je prirodno stanište brze rijeke i potoci, drago im je i jako strujanje vode. Temperatura se može kretati između 25 i 30°C. Njihovi sustanari ne smiju biti agresivne ribe, u protivnom odbijaju hranu i povlače se. Pri lošim akvarijskim uvjetima ili naglom mijenjanju sastava vode prilikom useljavanja u akvarij za očekivati je da obole od ihtioftirijaze (bolest koja se prepoznaje po bijelim mrljama). Baš poput paleatusa koji svojim ponašanjem ukazuju nedostatak kisika u vodi, Chromobotije predstavljaju odlične pokazatelje loše kvalitete vode.
U akvarijumu joj je omiljena hrana namijenjena mesojedima i razne vrste sušenih crva. U akvarij je unesena kada se otkrila njena sklonost da jede puževe tako što ih jednostavno isiše iz kućice, što ju je učinilo vrlo popularnom i u akvaristici korisnom ribom. Njihovu neugodnu naviku predstavlja bušenje listova širokolisnih biljaka, što se može u nekoj mjeri spriječiti ako im se ponudi kuhano zeljasto povrće. Pri hranjenju i kad su uzbuđene proizvode interesantne kliktajuće zvukove.
Chromobotije su vrlo društvene ribe koje žive u jatu i u akvariju se moraju držati u grupi od najmanje šest primjeraka. Usamljene ribe će se osjećati nesigurno, skrivati se i odbijati hranu, te na kraju uginuti. Jato čine razigrane jedinke, među kojima postoji složeni društveni odnos. Ribe će se plašljivo sakrivati u šupljinama između kamenja i panjeva, u kutovima ako u akvariju nema dovoljno bilja i sjenovitih mjesta. Chromobotije su nevjerojatno inteligentne: pomno prate pokrete drugih riba u akvariju i oponašaju ih. Vlasnike će iznenaditi i načinom na koji spavaju, sve zajedno na dnu, nepomično ležeći okrenute na bok, zbog čega se mogu činiti mrtvima.
U akvariju nisu nikada izmriještene i zbog toga ne postoje varijeteti ove vrste. 
Ljudi neupoznati s ovom interesantnom ribom uglavnom je kupuju kada imaju problema s puževima. Budući vlasnici moraju biti spremni ovim društvenim ribama omogućiti akvarij pristojne zapremine, s obzirom na to da Chromobotije u akvarijskim uvjetima narastu u do 30 cm i u prosjeku žive 20 godina.

## Sinonimi
- Cobitis macracanthus Bleeker, 1852
- Botia macracantha (Bleeker, 1852)
- Botia macracanthus (Bleeker, 1852)

## Ostali nazivi
- Mřenka nádherná, češki, vernakularno
- Mřenka ozdobná, češki, vernakularno
- Sekavka nádherná, češki, vernakularno
- Pragtsmerling, danski, vernakularno
- Clown loach, engleski u Australiji, u akvaristici
- Clown loach, engleski na Filipinima, u akvaristici
- Clown loach, engledski u SAD-u, AFS
- Clown loach, globalno FAO naziv
- Tiger botia, engleski u SAD-u, vernakularno
- Tiikerinuoliainen, finski, vernakularno
- Prachtschmerle, njemački, vernakularno
- Entebering, ibanski, u Indoneziji, vernakularno
- Ikan macan, malajski, vernakularno
- Ulang uli, malajski, vernakularno
- 皇冠沙鰍, mandarinski, vernakularno
- 皇冠沙鳅, mandarinski, vernakularno
- Bocja wspaniala, poljski, vernakularno
- Bótia palhaço, portugalski u Portugalu, vernakularno
- Praktbotia, švedski, vernakularno

## Vanjske poveznice
- Botia  Arhivirana inačica izvorne stranice od 28. kolovoza 2013. (Wayback Machine)